# Pia
Pia je ženské jméno latinského původu, které znamená „zbožná“. Jejím mužským protějškem je jméno Pius. V Česku jde o jméno raritní, v roce 2007 je nosilo 9 žen (z toho ani jedna samostatně).

## Slavné nositelky

### Řeholnice
- Maria Pia Gullini – italská trapistka
- Pia Leśniewska – polská šedá uršulinka

### Panovnice a šlechtičny
- Marie Pia Italská – italská princezna a portugalská královna manželka

### Ostatní
- Pia Cramling – švédská šachistka
- Pia Douwes – nizozemská muzikálová zpěvačka
- Pia Guerra – kanadská kreslířka
- Pia Kjærsgaard – dánská politička
- Pia Elda Locatelli – italská socialistická politička
- Pia Lindström – švédská herečka
- Pia Carmen Lionetti – italská lukostřelkyně
- Pia Maiocco – americká hudebnice
- Pia Miranda – australská herečka
- Pia Nilsson – švédská golfistka
- Pia de Solenni – americká konzervativní katolická feministka
- Pia Sundstedt – švédský cyklista
- Pia Tafdrup – dánská básnířka a spisovatelka
- Pia Tassinari – italská sopranistka a mezzosopranistka
- Pia Tjelta – norská herečka
- Maria Pia De Vito – italská hudebnice
- Pia Waugh – australská propagátorka svobodného software
- Pia Wunderlich – německá fotbalistka
- Pia Zadora – americká herečka